# Rosi (entreprise)
ROSI (dénommée aussi Rosi Solar, notamment sur son site Web) est une entreprise française fondée en 2017 à Grenoble pour mettre au point et réaliser le recyclage sélectif des panneaux photovoltaïques et celui des particules produites par la découpe à la scie (kerf) des plaquettes de silicium,.

## Historique
Un panneau photovoltaïque (nom abrégé en PV dans le milieu professionnel) est constitué principalement d'une plaque de silicium, dont les deux faces sont reliées à des connecteurs en métaux conducteurs (argent, cuivre, aluminium). Un cadre en aluminium enserre cette plaque équipée, qui est protégée par un vitrage en face avant et différents plastiques à l'arrière, l'assemblage se faisant par collage.
À la fin des années 2010, on pouvait faire le constat suivant :
Concernant les panneaux photovoltaïques, la plupart des entreprises de recyclage ne récupèrent que le cadre en aluminium et le vitrage. Le reste (matériaux actifs, principalement du silicium haute pureté et de l'argent) est broyé et sert souvent de charge pour divers agglomérés ou enrobés, alors que silicium et argent représentent 3 % de la masse mais 70 % de la valeur.
De même, le débitage à la scie des lingots de silicium haute pureté pour obtenir des plaquettes de silicium engendre 40 à 50% de pertes sous forme d'une boue de particules (kerf),,.
Quant au marché du recyclage de panneaux, il est en très forte croissance : selon la branche Innoenergy de l'Institut européen d'innovation et de technologie (EIT), étant donné que la durée de vie d'un panneau ne dépasse pas 30 ans, d'ici à 2040, en France, près de 7 millions de panneaux solaires seront en fin de vie, et on peut tabler sur le besoin de recycler 40 000 tonnes par an à partir de 2030,,.

## Développement industriel
Ces raisons amènent un groupe de physiciens, d'ingénieurs, de développeurs en marketing et en finance, ayant acquis le savoir-faire pour séparer les couches et les composants des panneaux par un procédé mettant principalement en œuvre des moyens thermiques et mécaniques, et ayant protégé ce savoir-faire par des brevets et des licences , décide de fonder le 8 novembre 2017 la société Rosi, dont le nom est constitué des initiales de « Return Of SIlicon ».
En 2018, peu de temps après sa fondation, la société communique ses objectifs par voie de presse : séparer, recycler et valoriser les métaux des panneaux photovoltaïques . 
Pour collecter les panneaux en France, Rosi conclut deux alliances : avec Envie 2E Aquitaine, qui réalisera le prétraitement des panneaux photovoltaïques en retirant le cadre aluminium ou le vitrage, et avec Soren, l'éco-organisme chargé de la collecte.
En vue des investissements à venir, un tour de table est constitué fin 2022, comprenant :
- Le Japonais Itochu (qui noue un accord industriel avec l'entreprise) et le Conseil européen de l'innovation (EIT) (en), qui entrent au capital
- L’EIT InnoEnergy, actionnaire historique, réinvestit lors de ce tour de table
- La SATT de Grenoble-Alpes, Linksium, reste au capital

L'apport  financier est complété par un prêt de Bpifrance et par des subventions, principalement du programme France Relance.
Le total des apports s'élève à 10 millions d'euros. Il permet la création d'une implantation industrielle sur le site d'une ancienne usine de plasturgie à Saint-Honoré (Isère), à 35 km au sud de Grenoble, près de La Mure. Celle-ci est inaugurée le 20 juin 2023.
En novembre 2024, le directeur de la société déclare à la presse : « Nous exploitons déjà à quasi capacité ».
Rosi prévoit de créer ultérieurement des implantations en Allemagne et en Espagne.

## Distinctions et notoriété
- En septembre 2022, Rosi reçoit, dans sa catégorie, le premier prix du Social Innovation Tournament 2022 de EIB Institute (Institut BEI (Banque européenne d'investissement))[17],[18].
- En octobre 2022, Ernst & Young décerne le prix de l'entrepreneur de l'année à la présidente de Rosi, start-up de l'année[19].
- Le 22 janvier 2023, à l'occasion de la célébration du 60e anniversaire du Traité de l'Élysée, les représentantes de Rosi et Siemens sont reçues à l'Élysée pour présenter leur coopération au président Emmanuel Macron et au chancelier Olaf Scholz[20].